# Giovanni Lanfranco
Giovanni Lanfranco (Parma, 26 de janeiro de 1582 — Roma, 30 de novembro de 1647) foi um pintor italiano do período barroco.
Em Parma, Lanfranco teve como professor Agostino Carracci.

## Biografia

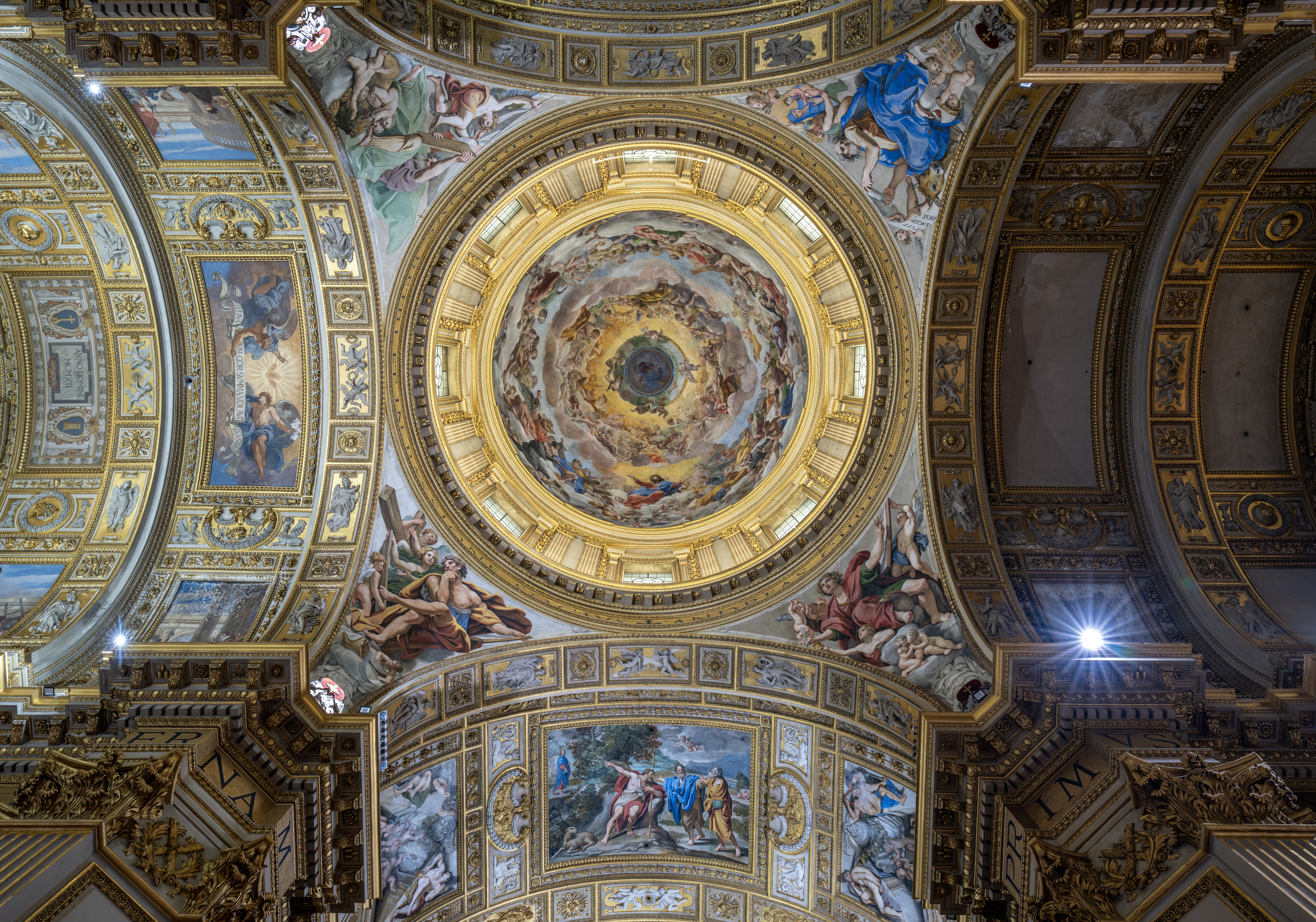
Cúpula de Sant'Andrea della Valle em Roma, frescos de Giovanni Lanfranco.

Giovanni Gaspare Lanfranco nasceu em Parma, o terceiro filho de Stefano e Cornelia Lanfranchi, e foi colocado como pajem na casa do Conde Orazio Scotti. Seu talento para o desenho permitiu-lhe iniciar um aprendizado com o artista bolonhês Agostino Carracci, irmão de Annibale Carracci, trabalhando ao lado do parmese Sisto Badalocchio nos palácios Farnese locais. Quando Agostino morreu em 1602, ambos os jovens artistas se mudaram para a grande e proeminente oficina romana de Annibale, que estava então envolvida no trabalho na Galleria Farnese no teto da galeria do Palazzo Farnese. Considera-se que Lanfranco contribuiu para o painel de Polifemo e Galatea (réplica na Galeria Doria) e algumas obras menores na sala.

Depois, enquanto ainda era tecnicamente membro do estúdio Carracci de Carracci, Lanfranco, junto com Guido Reni e Francesco Albani , afrescou a Capela Herrera (San Diego) em San Giacomo degli Spagnoli (1602-1607). Ele também participou da decoração de afrescos de San Gregorio Magno e da Cappella Paolina em Santa Maria Maggiore.

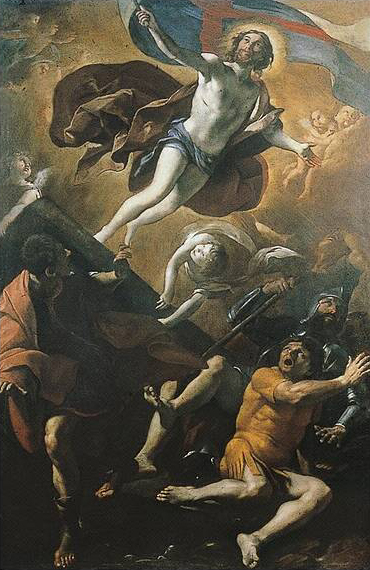
«Resurrezione», 1622. Chiesa di San Leone, Pistoia.